# ていざなす

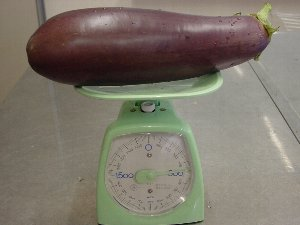
ていざなす

ていざなすはナスの一品種。たいざわなすともいう。
長野県下伊那郡天龍村南部の神原地区で田井澤久吉が、1887年（明治20年）ごろから栽培を始めたとされる。名前は「田井沢なす」がなまって「ていざなす」と呼ばれるようになった。
もとの品種は定かではないが、アメリカで育てられた種と考えられている。大きさは長さ25cm、重さ400グラム以上で、大きなものは長さ30cm、重さは1キロ以上になる。果肉は柔らかく、甘みが強いのが特徴。焼きナスなどに料理されるが漬物には向かない。成熟すると皮が金色にみえることから「黄金のなす」ともいわれている。
100年もの間ほとんど他に出回ることはなく、自家消費されるか村の直売所に並ぶ程度だったが、高齢化の進む同地区で新しい付加価値商品として注目され、村や下伊那農業改良普及センターが希望者を募り、約20軒でつくる「ていざなす生産者組合」が2007年に発足した。また同年には「信州の伝統野菜」に選定されている。2007年11月にていざなすの包装袋、ラベル、ポスター等に対し商標登録を出願し、2009年1月に商標登録された。